# Василевская, Лидия Константиновна
Ли́дия Константи́новна Василе́вская (род. 1 апреля 1973) — российская легкоатлетка, специалистка по бегу на длинные дистанции и марафону. Выступала на профессиональном уровне в 1994—2009 годах, двукратная чемпионка России в беге на 10 000 метров, победительница и призёрка ряда крупных международных стартов на шоссе, участница чемпионата мира в Севилье. Представляла Москву. Мастер спорта России международного класса.

## Биография
Лидия Василевская родилась 1 апреля 1973 года.
Впервые заявила о себе в сезоне 1994 года, когда в беге на 3000 метров выиграла серебряную медаль на зимнем чемпионате России в Липецке. Попав в состав российской сборной, выступила на молодёжном Кубке Европы в Остраве, где так же стала второй.
В 1995 году на зимнем чемпионате Европы в Волгограде вновь получила серебро в 3000-метровой дисциплине. Принимала участие в чемпионате мира в помещении в Барселоне, финишировав пятой. Летом в беге на 5000 метров взяла бронзу на чемпионате России в Москве, прошедшем в рамках Мемориала братьев Знаменских. Будучи студенткой, представляла страну на Всемирной Универсиаде в Фукуоке, где финишировала седьмой. На чемпионате Европы по кроссу в Алнике заняла итоговое 33-е место и вместе с соотечественницами стала победительницей женского командного зачёта.
В 1996 году стала седьмой на Кубке Европы в Мадриде.
В 1997 году в дисциплине 5000 метров взяла бронзу на Мемориале братьев Знаменских в Москве, в дисциплине 10 000 метров одержала победу на чемпионате России в Туле. Как действующая национальная чемпионка должна была участвовать в чемпионате мира в Афинах, но позднее снялась с соревнований.
В 1998 году в беге на 10 000 метров стартовала на Играх доброй воли в Нью-Йорке, выиграла серебряную медаль на чемпионате России в Москве, отметилась выступлением на чемпионате Европы в Будапеште.
В 1999 году превзошла всех соперниц на чемпионате России по бегу на 10 000 метров в Москве. Благодаря этому успешному выступлению удостоилась права защищать честь страны на чемпионате мира в Севилье — здесь показала время 33:13.21, закрыв двадцатку сильнейших.
В 2000 году стала чемпионкой Москвы в дисциплинах 3000 и 5000 метров, выиграла полумарафон в Зеленограде, стала второй на полумарафоне в Ливерпуле.
В 2001 году заняла 13-е место на Лондонском марафоне и четвёртое место на марафоне Twin Cities в Сент-Поле.
В 2002 году с личным рекордом 2:29:24 победила на Энсхедском марафоне, показала 16-й результат в марафоне на чемпионате Европы в Мюнхене (вместе с соотечественницами стала серебряной призёркой разыгрывавшегося здесь Кубка мира по марафону), была лучшей на Дублинском марафоне.
В 2003 году финишировала седьмой на Лос-Анджелесском и Венском марафонах.
В 2004 году победила на Эссенском марафоне, показала третий результат на Брюссельском марафоне, закрыла десятку сильнейших Сингапурского марафона.
В 2005 году была второй на марафоне в Эссене, первой на марафоне в Оттаве.
В 2006 году заняла пятое место на Хьюстонском марафоне, 18-е место на Гамбургском марафоне, восьмое место на Афинском классическом марафоне, четвёртое место на марафоне в Ла-Рошель.
В 2007 году одержала победу на марафоне в Бенидорме.
В 2008 году финишировала четвёртой на Люблянском марафоне.
В 2009 году во время Стокгольмского марафона сошла с дистанции и на этом завершила спортивную карьеру.
За выдающиеся спортивные достижения удостоена почётного звания «Мастер спорта России международного класса».